# アメリカ合衆国チェス連盟
アメリカ合衆国チェス連盟（アメリカがっしゅうこくチェスれんめい、United States Chess Federation、US Chess）は、国際チェス連盟 (FIDE) に加盟している非営利団体で、アメリカ合衆国を代表し統括するチェス団体である。
主にアメリカ国内のチェスクラブや個人の会員により構成され、勉強会や競技会の運営、イロレーティングの管理をしている。
2015年に公式な略称を「US Chess」と定めたが、それまで広く使われていた「USCF」という呼称で呼ばれることも依然として多い。

## 概要
US Chessはアメリカ国内の別地域にあった American Chess Federation と National Chess Federation の合併により1939年に設立された。その後徐々に会員数が増えていたが、1972年にボビー・フィッシャーが世界チャンピオンになったことにより、アメリカではチェスの一大ブームが到来し、会員は一気に1960年代の2倍近くまで増えた。フィッシャーが公式試合に出場しなくなってからは、会員が5万人を下回り、1992年までピーク時の1974年の会員数を上回ることはなかった。1990年代には学校教育でのチェス活動が盛んになったことでまた大きく増加したが、児童生徒の会員は年会費が安いため、財務を圧迫する要因ともなっている。ほかに平均寿命の上昇、コンピュータチェスの普及なども会員増の要因に挙げられる。

## 発行物
US Chessは「世界で最も広く読まれているチェス雑誌」として宣伝されている“Chess Life”と、児童・学生会員のための“Chess Life for Kids”の2つを発行している。会員向けにはPDFでも提供されている。またバックナンバーは非会員でも購入ができる。
他にもチェス用品や書籍の通信販売を行っている。

## 加盟クラブ
US Chessはアメリカ国内を管轄する団体ではあるが、州や直轄地、駐留する米軍基地の他にも、USCFに加盟するクラブが世界各地に存在し、その国のチェス団体とは独立して活動している。日本国内にも東京（東日本チェスクラブ）と大阪（USCF OSAKA CHESS CLUB）にUS Chess加盟クラブがあったが、いずれもすでに解散している。
アメリカ合衆国の市民権を持たない人間がUS Chessに加盟すると、FIDEへの登録国籍は「アメリカ合衆国」になるため、国別選手権など本人の国籍が関わる大会の参加はできない。ただし通常の競技会には参加できる。

## 会員数
- 1940年 約1,000人
- 1960年 4,579人
- 1970年 22,623人
  - （1972年 30,844人）この年、フィッシャーが世界王者に。
  - （1973年 59,250人）
- 1980年 47,800人
- 1990年 52,898人
- 2000年 85,396人
- 2010年 76,812人
- 2020年 約93,000人

## レイティング
左に書かれているもの（“Senior Master”など）は、グランドマスターなどの称号とは別に、US Chessが目安として定めたカテゴリで、右の数字はイロレーティングである。このカテゴリは競技会のレベル分けに利用されている。
Portable Game NotationにはFIDEのイロレーティングとは別にUSCF内のレーティングを記述するタグが予約されている。
- Senior Master 2400以上
- National Master 2200-2399
- Expert (Candidate Master) 2000-2199
- Class A 1800-1999
- Class B 1600-1799
- Class C 1400-1599
- Class D 1200-1399
- Class E 1000-1199
- Class F 800-999
- Class G 600-799
- Class H 400-599
- Class I 200-399
- Class J 200以下

## 著名な会員
- ボビー・フィッシャー - グランドマスター。元世界王者
- ヒカル・ナカムラ - グランドマスター。
- サミュエル・ハーマン・レシェフスキー - グランドマスター
- ロバート・バーン - グランドマスター
- ケネス・ロゴフ - グランドマスター。本業は経済学者
- マックハック - コンピュータチェス。1967年に名誉会員となった。